# Majibacoa
Majibacoa è un comune di Cuba, situato nella provincia di Las Tunas.